# Thor : God of Thunder (film)
Pour les articles homonymes, voir Thor : God of Thunder.
Pour plus de détails, voir Fiche technique et Distribution.
Thor : God of Thunder est un film d'action et de science-fiction américain sorti en 2022, réalisé par Noah Luke qui était également responsable de la photographie. Il met en vedettes dans les rôles principaux Myrom Kingery, Vaune Suitt et Vernon Wells. Le film a été produit par The Asylum.

## Synopsis
En raison de ses crimes passés, Loki est en captivité à Asgard où il est humilié par ses gardes. Les gardes Halstein et Ivar, qui sont censés apporter son repas à Loki, ne le font pas à temps et mangent eux-mêmes le repas. Loki parvient à tromper les deux, s’échapper de sa cellule et tuer Halstein et Ivar. Il essaie maintenant de mener à bien son plan mûri depuis longtemps. Il prévoit de détruire Yggdrasil, l’Arbre du Monde, puis de le remplacer par un nouvel Arbre du Monde à sa propre image. De cette façon, il gagnera le pouvoir sur tous les mondes.
Après une confrontation avec Odin, il se rend sur Terre pour réveiller le loup géant Fenrir. Celui-ci est censé l’aider à détruire l’Arbre du Monde. Thor arrive juste à temps pour être informé par son père Odin de l’existence de l’amulette Varga. Une moitié de l’amulette est en possession de Loki, l’autre moitié est considérée comme perdue. Odin est sûr que Loki ne peut être arrêté que si on a les deux moitiés de l’amulette. Avec cette information, Thor se précipite également sur Terre.
Sur Terre, deux archéologues, les Dr. Grace Choi et Dr. Adrian Quinn, ont accidentellement fouillé la prison de Fenrir. Thor a besoin de l’aide des deux femmes pour récupérer la seconde moitié de l’amulette. Après qu'il a repoussé la première attaque du loup, les deux femmes lui accordent leur soutien.

## Distribution
- Myrom Kingery : Thor
- Vaune Suitt : Grace Choi
- Vernon Wells (VF : Stéphane Cornicard) : Odin
- Daniel O'Reilly : Loki[1]
- Tyler Christopher : Mr. Sagais
- Neli Sabour : Adrian Quinn
- Ashford J. Thomas : Greg
- Robert Christopher Smith : Patrick Nelson
- Eva Ceja : Halstein
- Vadim Brunell : Ivar
- Troy Musil : Medic
- Tyler Albrecht : Harold
- Ashton Glover : Asgardien[2]

## Production
Thor : God of Thunder est un mockbuster de Thor: Love and Thunder avec Chris Hemsworth et Natalie Portman. Après Thor (2011), c’est le deuxième film de The Asylum à traiter de Thor et de la mythologie nordique. Cependant, les deux films ne sont pas liés. 
Le film est sorti le 8 juillet 2022 aux États-Unis, quelques semaines après Thor: Love and Thunder. En Allemagne, le film est sorti le 16 décembre 2022 en location vidéo.

### Tournage
Le film a été tourné à Los Angeles, en Californie, aux États-Unis. En plus de The Asylum, Emerald City Films a également participé à la production. Le film met en vedettes Myrom Kingery et Vernon G. Wells pour les rôles des dieux nordiques Thor et Odin, et Vaune Suitt pour le rôle principal féminin de Grace Choi. Pour Vaune Suitt, qui n’était auparavant apparue que dans des courts métrages, c’était son premier long métrage.

## Accueil

### Réception critique
Voices From The Balcony fait l’éloge travail du scénariste Doucette et du réalisateur Luke, qui ont fait un film plus dynamique que de nombreux autres films de The Asylum, ralentis par de longues conversations entre les personnages, sauf vers la fin, entachée par des discussions inutiles. Dans l’ensemble, Voices From The Balcony attribue 4,5 étoiles sur 5. Comparé aux autres productions de The Asylum, ce film est décrit comme un succès.
Dans le score du public, la note d’audience sur Rotten Tomatoes, le film a reçu une note de 10%. Dans l’Internet Movie Database, le film a une note de 2,3 étoiles sur 10,0 possibles (au 3 décembre 2022) avec plus de 230 votes.